# 款待
款待（Hospitality），是一個專有統稱。源自5世紀前，英語的「Hospital」，意指尊重對方與自己的差異，為對方提供住宿、飲食與保護等，平等地對待病人。現在大多被人認為是尊重別人與自己的不同，不分高低，平等地為他人提供服務。

## 款待與服務的同異
在商言商，「款待」，「服務」等價值在經濟學上皆以金錢為量度單位。相對而言，「款待」的定義較為廣闊，「服務」一般被看成其中的一個主要價值，其他相關價值包括無形資產，例如品牌。
「款待」沒有高低之分，平等地為別人著想或做事。
「服務」是一個主人與僕的關係，有高低、主僕之分。

## 近年趨勢
近年，由於旅遊業的增長，顧客的層面增加，導致現今的酒店，旅行代理商等與旅遊業直接相關的行業亦不能只提供單一性質的服務，故他們便轉型，從客戶的角度考慮顧客希望得到的服務及商品。所以故有的服務行業，都趨於開始改稱自己為「款待業」而不再是「服務業」。

### 從前的服務與現今的款待
從前所謂的服務業大多只限定於旅遊及酒店業、餐飲業、零售等前線接待顧客的業務。顧客付出金錢或利益，供應商提供相應的服務或商品，便是從前服務業的基本。現在，除上述所提及的業界外，款待還擴展至互聯網業務、物業管理行業、銀行業等，甚至乎政府部門及公共機構等。令有不同需要的人士，在平等的機會中，得到相同的待遇。

### 通用设计
從款待的興起，市面上亦大量出現一些我們稱之為「通用设计」的事物。所謂通用设计,是為不同需要的人包括(年齡上，智商上，身體健殘，國際及語言等),提供不同的商品，物品服務，令他們得到平等的待遇。以公共交通服務最為常見，例如多語言種類的車站廣播，凸字，凸點引路線等。
更有一些國家立法，規定大廈，行人天橋，隧道的設計必須要考慮輪椅或嬰兒車的方便，例如加裝自動電梯或扶手電梯等。除此之外，還有電影院內的輪椅坐位，表示交通燈的聲音警覺器等都是大多數國家都以採用的通用设计。

## 款待與宗教
款待外人是聖經的重要教導，在字義上「款待」（Hospitality）的要求次數多過「傳福音」（Evangelism）。對一般信徒來說，「款待」的美德是人人實踐（羅十二：13；來十三：2；彼前四：9），而教會領袖的資格，要求「樂意款待外人」甚至先於教導真理（提前三：2；多一：8）。 
「款待」在宗教角度裡最基本的意義是表達對陌生人的愛（love of strangers），信徒樂意開放家庭接待外人進來，尊重對方與自己的差異，為對方提供住宿、飲食與保護等。更有學者指出「款待外人」的行動，源自我們經歷神無限的愛 （羅五：8），從而可自發而非勉強地服侍他人。神學工作者 Christine Pohl在其著作Making Room: Recovering Hospitality as a Christian Tradition指出「款待」是教會歷史與傳統中，信徒恆常實踐，首五個世紀教會在「款待」的職事滿有美好的見證，「款待外人」間接成為基督教的行為。
| 卷名     | 章節  | 經文                                                           |
| -------- | ----- | -------------------------------------------------------------- |
| 使徒行傳 | 28:7  | 離那地方不遠，有田產是島長部百流的；他接納我們，盡情款待三日。 |
| 羅馬書   | 12:13 | 聖徒缺乏，要幫補；客，要一味地款待。                           |
| 彼得前書 | 4:9   | 你們要互相款待，不發怨言。                                     |